# Teoría de la historia de la vida
La teoría de la historia de la vida es un marco analítico diseñado para estudiar la diversidad de estrategias de historia de vida utilizadas por diferentes organismos en todo el mundo, así como las causas y los resultados de la variación en sus ciclos de vida. Es una teoría de la evolución biológica que busca explicar aspectos de la anatomía y el comportamiento de los organismos por medio de la forma en que sus historias de vida, incluidos su desarrollo y conductas reproductivas, la duración de la vida y la conducta post-reproductiva, han sido moldeadas por selección natural. Una estrategia de historia de vida son los "patrones específicos de edad y etapa" y el momento en que los eventos conforman la vida de un organismo, como el nacimiento, el destete, la maduración, la muerte, etc. Estos eventos, especialmente el desarrollo juvenil, la edad de la madurez sexual, la primera reproducción, el número de hijos y el nivel de inversión de los padres, la senescencia y la muerte dependen del entorno físico y ecológico del organismo. 
La teoría se desarrolló en la década de 1950 y se utiliza para responder preguntas sobre temas como el tamaño del organismo, la edad de maduración, el número de descendientes o la duración de la vida. Para estudiarlos se deben identificar estrategias de historia de vida, y luego se construyen modelos para estudiar sus efectos. Finalmente, se realizan predicciones sobre la importancia y el papel de las estrategias, utilizando estas predicciones para comprender cómo la evolución afecta el orden y la duración de los eventos de la historia de la vida de un organismo, en particular la vida útil y el período de reproducción. La teoría de la historia de la vida se basa en un fundamento evolutivo y estudia los efectos de la selección natural en los organismos, tanto a lo largo de su vida como a través de las generaciones. También utiliza medidas de aptitud evolutiva para determinar si los organismos son capaces de maximizar u optimizar esta aptitud, al asignar recursos a una gama de diferentes demandas a lo largo de la vida del organismo. Sirve como un método para investigar más a fondo las "muchas capas de complejidad de los organismos y sus mundos".
Los organismos han desarrollado una gran variedad de historias de vida, desde los salmones del Pacífico, que producen miles de huevos al mismo tiempo y luego mueren, hasta los seres humanos, que producen unos pocos hijos a lo largo de décadas. La teoría depende de los principios de la biología evolutiva y la ecología y se usa ampliamente en otras áreas de la ciencia.

## Breve historia del campo
La teoría de la historia de la vida es vista como una rama de la ecología evolutiva y se utiliza en una variedad de campos diferentes. A partir de la década de 1950, el análisis matemático se convirtió en un aspecto importante de la investigación relacionada con la LHT. Hay dos enfoques principales que se han desarrollado a lo largo del tiempo: genético y fenotípico, pero se ha movido hacia la combinación de estos dos enfoques.

## Ciclo vital
Todos los organismos siguen una secuencia específica en su desarrollo, comienza con la gestación y termina con la muerte, que se conoce como el ciclo vital. Los eventos intermedios suelen incluir el nacimiento, la niñez, la maduración, la reproducción y la senescencia, y en conjunto, constituyen la estrategia de historia de vida de ese organismo.
Los principales eventos en este ciclo biológico de vida generalmente están moldeados por las cualidades demográficas del organismo. Algunos son cambios más evidentes que otros y pueden estar marcados por cambios físicos, por ejemplo, dientes en la erupción dental en niños pequeños. Algunos eventos pueden tener poca variación entre individuos en una especie, como la duración de la gestación, pero otros eventos pueden mostrar mucha variación entre individuos, como la edad de la primera reproducción. 
Los ciclos de vida se pueden dividir en dos etapas principales: crecimiento y reproducción. Estos dos no pueden tener lugar al mismo tiempo, por lo que una vez que la reproducción ha comenzado, el crecimiento generalmente termina. Este cambio es importante porque también puede afectar otros aspectos de la vida de un organismo, como la organización de su grupo o sus interacciones sociales.
Cada especie tiene su propio patrón y momento para estos eventos, a menudo conocido como su ontogenia, y la variedad producida por esto es lo que estudia LHT. evolución luego trabaja en estas etapas para asegurar que un organismo se adapte a su entorno. Por ejemplo, un humano, entre nacer y llegar a la edad adulta, pasará por una variedad de etapas de la vida, que incluyen: nacimiento, infancia, destete, infancia y crecimiento, adolescencia, maduración sexual y reproducción. Todos estos se definen de una manera biológica específica, que no es necesariamente la misma que la forma en que se usan comúnmente.

## Aptitud darwiniana
En el contexto de la evolución, la aptitud está determinada por el número de descendientes que un organismo produce a lo largo de su vida. Los elementos principales son la supervivencia y la tasa reproductiva. Esto significa que los rasgos y genes del organismo se transmiten a las generaciones futuras y contribuyen al "éxito" evolutivo. El proceso de adaptación contribuye a este "éxito" al impactar las tasas de supervivencia y reproducción, que a su vez establece el nivel de aptitud darwiniana de un organismo. En la teoría de la historia de la vida, la evolución funciona en las etapas de la vida de los organismos y crea la adaptación, este proceso establece la aptitud.

## Rasgos de historia de la vida
Hay siete rasgos que tradicionalmente se reconocen como importantes en la teoría de la historia de la vida. El rasgo que se considera el más importante para cualquier organismo dado es aquel en el que un cambio en ese rasgo crea la diferencia más significativa en el nivel de aptitud física de ese organismo. En este sentido, la aptitud de un organismo está determinada por los rasgos cambiantes de su historia de vida. La forma en que las fuerzas evolutivas actúan en estos rasgos de la historia de la vida sirve para limitar la variabilidad genética y la heredabilidad de las estrategias de la historia de la vida, aunque todavía existen grandes variedades en el mundo. 

### Lista de rasgos
1. tamaño al nacer
2. patrón de crecimiento
3. edad y talla a la madurez
4. número, tamaño y proporción de sexos de la descendencia
5. inversiones reproductivas específicas por edad y tamaño
6. esquemas de mortalidad por edad y tamaño
7. duración de la vida

## Estrategias de historia de vida
Las combinaciones de estos rasgos de historia de vida y eventos de vida crean las estrategias de historia de vida. Como ejemplo, Winemiller y Rose, según lo citado por Lartillot & Delsuc, proponen tres tipos de estrategias de historia de vida en los peces que estudian: oportunistas, periódicos y de equilibrio. Estos tipos de estrategias se definen por el tamaño corporal del pez, la edad de maduración, la supervivencia alta o baja y el tipo de ambiente en el que se encuentran. Por lo tanto, un pez con un tamaño corporal pequeño, una edad tardía de La maduración y la baja supervivencia, que se encuentran en un entorno estacional, se clasificarían como una estrategia de vida periódica. El tipo de comportamiento que tiene lugar durante los eventos de la vida también puede definir estrategias de historia de vida. Por ejemplo, una estrategia de historia de vida explotadora sería una en la que un organismo se beneficia al usar más recursos que a otros, o al tomar estos recursos de otros organismos.

## Características de la historia de vida
Las características de la historia de la vida son rasgos que afectan la tabla de vida de un organismo y se pueden imaginar como varias inversiones en el crecimiento, la reproducción y la supervivencia. 
El objetivo de la teoría de la historia de la vida es comprender la variación en tales estrategias de historia de la vida. Este conocimiento se puede usar para construir modelos para predecir qué tipo de rasgos se favorecerán en diferentes entornos. Sin restricciones, la aptitud más alta pertenecería a un demonio darwiniano, un organismo hipotético para el cual no existen tales concesiones. La clave de la teoría de la historia de la vida es que hay recursos limitados disponibles, y es necesario centrarse en solo unas pocas características de la historia de la vida. 
Ejemplos de algunas características importantes de la historia de vida incluyen: 
- Edad al primer evento reproductivo.
- Vida reproductiva y envejecimiento
- Número y tamaño de la descendencia

Las variaciones en estas características reflejan diferentes asignaciones de los recursos de un individuo (es decir, tiempo, esfuerzo y gasto de energía) a funciones de la vida en competencia. Para cualquier individuo dado, los recursos disponibles en cualquier entorno particular son finitos. El tiempo, el esfuerzo y la energía utilizados para un propósito disminuyen el tiempo, el esfuerzo y la energía disponible para otro. 
Por ejemplo, las aves con crías más grandes no pueden costear caracteres sexuales secundarios más prominentes. Las características de la historia de vida, en algunos casos, cambiarán de acuerdo con la densidad de la población, ya que los genotipos con mayor aptitud física en las densidades de población más altas no tendrán la mayor aptitud física con bajas densidades de población. Otras condiciones, como la estabilidad del medio ambiente, conducirán a la selección de ciertos rasgos de la historia de la vida. Los experimentos de Michael R. Rose y Brian Charlesworth demostraron que los entornos inestables se seleccionan para moscas con vidas más cortas y mayor fecundidad; en condiciones poco confiables, es mejor que un organismo se reproduzca temprano y en abundancia que los recursos de desecho que promueven su propia supervivencia.
Las compensaciones biológicas también parecen caracterizar las historias de vida de los virus, incluidos los bacteriófagos.

### Valor reproductivo y costes de reproducción.
El valor reproductivo modela los intercambios entre la reproducción, el crecimiento y la supervivencia. El valor reproductivo (VR) de un organismo se define como su contribución esperada a la población a través de la reproducción actual y futura:
RV = Reproducción Actual + Valor Reproductivo Residual (RRV)
El valor reproductivo residual representa la reproducción futura de un organismo a través de su inversión en el crecimiento y la supervivencia. La hipótesis del coste de reproducción predice que una mayor inversión en la reproducción actual dificulta el crecimiento y la supervivencia y reduce la reproducción futura, mientras que las inversiones en el crecimiento se amortizarán con una mayor fecundidad (número de descendientes producidos) y episodios reproductivos en el futuro. Esta compensación del costo de reproducción influye en las características principales de la historia de vida. Por ejemplo, un estudio de 2009 encontró que los escarabajos que habían asignado demasiados recursos a la reproducción también tenían la vida más corta, la menor cantidad de eventos reproductivos y descendientes, lo que refleja cómo el exceso de inversión en la reproducción actual reduce el valor reproductivo residual.
La hipótesis de inversión terminal relacionada describe un cambio a la reproducción actual con mayor edad. A edades tempranas, el RRV suele ser alto y los organismos deberían invertir en el crecimiento para aumentar la reproducción en una edad posterior. A medida que los organismos envejecen, esta inversión en el crecimiento aumenta gradualmente la reproducción actual. Sin embargo, cuando un organismo envejece y comienza a perder la función fisiológica, la mortalidad aumenta mientras que la fecundidad disminuye. Esta senescencia cambia la compensación de la reproducción hacia la reproducción actual: los efectos del envejecimiento y el mayor riesgo de muerte hacen que la reproducción actual sea más favorable. El estudio del escarabajo de enterramiento también apoyó la hipótesis de la inversión terminal: los autores encontraron que los escarabajos que se criaron más tarde en la vida también habían aumentado el tamaño de las crías, lo que refleja una mayor inversión en esos eventos reproductivos.

### Teoría de selecciónr/K
Las presiones de selección que determinan la estrategia reproductiva, y por lo tanto gran parte de la historia de la vida, de un organismo pueden entenderse en términos de la teoría de la selección r/K. La teoría central de la historia de la vida con respecto a la compensación es el número de descendientes frente al momento de la reproducción. Los organismos que se seleccionan por r tienen una alta tasa de crecimiento (r) y tienden a producir un alto número de descendientes con un cuidado parental mínimo; sus vidas también tienden a ser más cortas. Los organismos seleccionados por r se adaptan a la vida en un entorno inestable porque se reproducen de forma temprana y abundante y permiten una baja tasa de supervivencia de las crías. Los organismos seleccionados por K subsisten cerca de la capacidad de carga de su entorno (K); producen un número relativamente bajo de crías durante un período de tiempo más largo y tienen una alta inversión de los padres. Se adaptan mejor a la vida en un entorno estable en el que pueden confiar en una vida útil prolongada y una tasa de mortalidad baja que les permitirá reproducirse varias veces con una tasa de supervivencia de descendientes alta.
Algunos organismos que son muy r -seleccionado son semélparos, se reproducen una sola  vez antes de morir. Los organismos semélparos pueden ser de corta vida, como los cultivos anuales. Sin embargo, algunos organismos semélparos tienen una vida relativamente larga, como la planta africana de flores Lobelia telekii, que pasa varias décadas haciendo crecer una inflorescencia que florece solo una vez antes de que la planta muera, o la cigarra periódica que pasa 17 años como ninfa antes de emerger como adulto. Los organismos con una vida útil más larga son generalmente itéritos y se reproducen más de una vez en la vida. Sin embargo, los organismos iteróparos pueden seleccionarse más r que K, como un gorrión, que da a luz a varios polluelos por año pero vive solo unos pocos años, en comparación con un albatros errante, que se reproduce por primera vez a los diez años y Se reproduce cada dos años durante sus 40 años de vida.
Organismos r -seleccionados por lo general: 
- maduran rápidamente y tienen una edad temprana de primera reproducción.
- tienen una vida útil relativamente corta
- tienen una gran cantidad de descendientes a la vez, y pocos eventos reproductivos, o son semélparos
- tienen una alta tasa de mortalidad y una baja tasa de supervivencia de la descendencia.
- tienen un mínimo de cuidado / inversión parental

Organismos K-seleccionados usualmente: 
- maduran más lentamente y tienen una edad más avanzada en la primera reproducción.
- tienen una vida útil más larga
- tienen pocas crías a la vez y más eventos reproductivos a lo largo de un período de tiempo más largo
- tienen una baja tasa de mortalidad y una alta tasa de supervivencia de la descendencia.
- tienen una alta inversión parental

### Variación
La variación es una parte importante de lo que estudia LHT, porque cada organismo tiene su propia estrategia de historia de vida. Las diferencias entre estrategias pueden ser mínimas o grandes. Por ejemplo, un organismo puede tener una sola descendencia, mientras que otro puede tener cientos. Algunas especies pueden vivir solo por unas pocas horas, y algunas pueden vivir por décadas. Algunos pueden reproducir docenas de veces a lo largo de su vida útil, y otros pueden reproducir solo una o dos veces. 

### Compensaciones
Un componente esencial del estudio de las estrategias de historia de vida es la identificación de las compensaciones que tienen lugar para cualquier organismo dado. El uso de energía en las estrategias de historia de vida está regulado por la termodinámica y la conservación de la energía, y la "escasez inherente de recursos", por lo que no se pueden invertir todos los rasgos o tareas al mismo tiempo. Por lo tanto, los organismos deben elegir entre tareas, como el crecimiento, la reproducción y la supervivencia, priorizando algunas y no otras. Por ejemplo, hay una compensación entre maximizar el tamaño corporal y maximizar la vida útil, y entre maximizar el tamaño de la descendencia y maximizar el número de descendientes. Esto también se ve a veces como una opción entre la cantidad y la calidad de la descendencia. Estas elecciones son las concesiones que la teoría de la historia de la vida estudia. 
Una compensación significativa es entre el esfuerzo somático (hacia el crecimiento y el mantenimiento del cuerpo) y el esfuerzo reproductivo (hacia la producción de la descendencia). Dado que un organismo no puede poner energía para hacer esto simultáneamente, muchos organismos tienen un período en el que la energía se pone solo hacia el crecimiento, seguido de un período donde la energía se enfoca en la reproducción, creando una separación de los dos en el ciclo de vida Por lo tanto, el final del período de crecimiento marca el comienzo del período de reproducción. Otra compensación fundamental asociada con la reproducción es entre el esfuerzo de apareamiento y el esfuerzo de crianza. Si un organismo se enfoca en criar a su descendencia, no puede dedicar esa energía a buscar pareja.
Una importante compensación en la dedicación de recursos a la reproducción tiene que ver con el riesgo de depredación: los organismos que tienen que lidiar con un mayor riesgo de depredación a menudo invierten menos en la reproducción. Esto se debe a que no vale tanto invertir mucho en la reproducción cuando el beneficio de dicha inversión es incierto.
Estas compensaciones, una vez identificadas, se pueden colocar en modelos que estiman sus efectos en diferentes estrategias de historia de vida y responden preguntas sobre las presiones de selección que existen en diferentes eventos de la vida. Con el tiempo, ha habido un cambio en la forma en que se construyen estos modelos. En lugar de centrarse en un rasgo y ver cómo cambió, los científicos están considerando estas compensaciones como parte de un sistema más grande, con aportes y resultados complejos.

### Restricciones
La idea de restricciones está estrechamente vinculada a la idea de las compensaciones discutidas anteriormente. Debido a que los organismos tienen una cantidad finita de energía, el proceso de compensación actúa como un límite natural en las adaptaciones del organismo y en el potencial para la aptitud física. Esto también ocurre en las poblaciones. Estos límites pueden ser físicos, de desarrollo o históricos, y están impuestos por los rasgos existentes del organismo.

### Estrategias óptimas de historia de vida
Las poblaciones pueden adaptarse y, por lo tanto, lograr una estrategia de historia de vida "óptima" que permita el mayor nivel de aptitud física posible (maximización de la aptitud física). Existen varios métodos para abordar el estudio de la optimalidad, incluidos los energéticos y demográficos. Lograr una condición física óptima también abarca varias generaciones, porque el uso óptimo de la energía incluye tanto a los padres como a los hijos. Por ejemplo: 
...la inversión óptima en descendientes es cuando la disminución en el número total de descendientes se iguala al aumento del número de sobrevivientes.
La optimalidad es importante para el estudio de la teoría de la historia de la vida, ya que sirve de base para muchos de los modelos utilizados, que se basan en el supuesto de que la selección natural, tal como funciona en los rasgos de la historia de la vida, se está moviendo hacia el grupo de características más óptimo. y uso de la energía. Esta suposición básica, que a lo largo de su vida útil, un organismo apunta a un uso óptimo de la energía, permite a los científicos probar otras predicciones. Sin embargo, ganar realmente esta estrategia de historia de vida óptima no se puede garantizar para ningún organismo.

### Asignación de recursos
La asignación de recursos de un organismo se enlaza con varios otros conceptos importantes, tales como compensaciones y optimalidad. La mejor asignación posible de recursos es lo que le permite a un organismo lograr una estrategia de historia de vida óptima y obtener el máximo nivel de aptitud física, y hacer que las mejores elecciones posibles sobre cómo asignar energía a diversos compromisos contribuyan a esto. Se han desarrollado y utilizado modelos de asignación de recursos para estudiar problemas como la participación de los padres, la duración del período de aprendizaje para los niños y otros problemas de desarrollo. La asignación de recursos también desempeña un papel en la variación, ya que las diferentes asignaciones de recursos por diferentes especies crean la variedad de estrategias de historia de vida.

### Cría de capital e ingresos
La división de la cría de capital e ingresos se centra en cómo los organismos utilizan los recursos para financiar la cría, y cómo la miden En los criadores de capital, los recursos recolectados antes de la reproducción se utilizan para pagarla, y se reproducen una vez que alcanzan un umbral de condición corporal, que disminuye a medida que avanza la temporada. Los generadores de ingresos, por otro lado, se reproducen utilizando recursos que se generan simultáneamente con la reproducción, y el tiempo que usa la tasa de cambio en la condición corporal en relación con múltiples umbrales fijos. Esta distinción, sin embargo, no es necesariamente una dicotomía; en cambio, es un espectro, con la cría de capital puro en un extremo y la cría de ingresos pura en el otro.
La reproducción de capital se ve más a menudo en organismos que tienen una fuerte estacionalidad. Esto se debe a que cuando el valor de la descendencia es bajo y, sin embargo, la comida es abundante, construir almacenes para reproducirse permite que estos organismos alcancen tasas de reproducción más altas que las que tendrían de otra manera. En entornos menos estacionales, es probable que se favorezca la generación de ingresos porque esperar para reproducirse no tendría beneficios de aptitud física.

### Plasticidad fenotípica
La plasticidad fenotípica se centra en el concepto de que un mismo genotipo puede producir diferentes fenotipos en respuesta a diferentes entornos. Afecta los niveles de variabilidad genética porque sirve como fuente de variación e integración de los rasgos de aptitud física.

## Determinantes de la historia de vida
Muchos factores pueden determinar la evolución de la historia de la vida de un organismo, especialmente la imprevisibilidad del medio ambiente. Un entorno muy impredecible, en el que los recursos, los peligros y los competidores pueden fluctuar rápidamente, selecciona los organismos que producen más descendencia temprano en sus vidas, porque nunca es seguro si sobrevivirán para reproducirse nuevamente. La tasa de mortalidad puede ser el mejor indicador de la historia de vida de una especie: los organismos con altas tasas de mortalidad, el resultado habitual de un entorno impredecible, generalmente maduran antes que aquellas especies con bajas tasas de mortalidad y producen más crías a la vez. Un entorno altamente impredecible también puede conducir a la plasticidad, en la que los organismos individuales pueden desplazarse a lo largo del espectro de las historias de vida seleccionadas por r frente a las seleccionadas por K para adaptarse al entorno (teoría de la selección r/K).

## Historia de la vida humana
Al estudiar a los humanos, la teoría de la historia de la vida se usa de muchas maneras, incluso en biología, psicología, economía, antropología y otros campos. Para los seres humanos, las estrategias de historia de vida incluyen todos los factores habituales (compensaciones, restricciones, esfuerzo reproductivo, etc.), pero también incluyen un factor cultural que les permite resolver problemas a través de medios culturales, además a través de la adaptación. Los humanos también tienen rasgos únicos que los hacen sobresalir de otros organismos, como un cerebro grande, la madurez tardía y la edad de la primera reproducción, una larga vida útil, y un alto nivel de reproducción, a menudo apoyados por padres y familiares mayores (posmenopáusicas). Hay una variedad de explicaciones posibles para estos rasgos únicos. Por ejemplo, un largo período juvenil puede haber sido adaptado para soportar un período de aprendizaje de las habilidades necesarias para la caza y el forrajeo exitosos. Este período de aprendizaje también puede explicar la vida útil más larga, ya que una mayor cantidad de tiempo durante el cual usar esas habilidades hace que el período necesario para adquirirlas valga la pena. La cría cooperativa y la hipótesis de la abuela se han propuesto como las razones por las que los humanos continúan viviendo durante muchos años después de que ya no son capaces de reproducirse. El gran cerebro permite una mayor capacidad de aprendizaje y la capacidad de participar en nuevos comportamientos y crear cosas nuevas. El cambio en el tamaño del cerebro puede haber sido el resultado de un cambio en la dieta, hacia una mejor calidad y dificultad para obtener fuentes de alimentos o puede haber sido impulsado por los requisitos sociales de la vida en grupo, que promovieron el intercambio y la provisión. Los autores recientes, como Kaplan, argumentan que ambos aspectos son probablemente importantes.

## Herramientas utilizadas
- Modelo matemático
- Genética cuantitativa
- Selección artificial
- Demografía
- Modelado de optimalidad
- Enfoque mecanicista
- Parámetro maltusiano

## Perspectivas
La teoría de la historia de la vida ha proporcionado nuevas perspectivas para comprender muchos aspectos del comportamiento reproductivo humano, como la relación entre la pobreza y la fertilidad. Una serie de predicciones estadísticas han sido confirmadas por datos sociales y hay una gran cantidad de literatura científica de estudios en modelos animales experimentales y estudios naturalistas entre muchos organismos. 

## Crítica
La afirmación de que los largos períodos de impotencia en los jóvenes seleccionaría un mayor esfuerzo de crianza para proteger a los jóvenes al mismo tiempo que los altos niveles de depredación seleccionaría para un menor esfuerzo de crianza de los hijos por el supuesto de que la cronología absoluta determinaría la dirección de la selección. Esta crítica sostiene que la cantidad total de amenazas de depredación a las que se enfrentan los jóvenes tiene el mismo efecto de protección efectiva que necesita, no importa si se trata de una infancia larga y alejada entre los enemigos naturales o una infancia corta y enemigos naturales muy separados, como Las diferentes velocidades de vida son subjetivamente lo mismo para los animales y solo se ven diferentes en apariencia. Un ejemplo citado es que los animales pequeños que tienen enemigos más naturales enfrentarían aproximadamente la misma cantidad de amenazas y necesitarían aproximadamente la misma cantidad de protección en la escala de tiempo relativa de los animales que los animales grandes con menos enemigos naturales que crecen más lentamente (por ejemplo, muchos pequeños carnívoros que no podían comer, incluso un niño muy pequeño podía comer múltiples suricatas ciegos muy jóvenes). Esta crítica también sostiene que cuando un carnívoro come un lote almacenado en conjunto, no existe una diferencia significativa en la posibilidad de que uno sobreviva, dependiendo del número de crías almacenadas juntas, concluyendo que los humanos no se distinguen de muchos animales pequeños, como los ratones en la selección. Para proteger a los jóvenes indefensos.
Se critica la afirmación de que la menopausia y las disminuciones de la fertilidad femenina relacionadas con la edad, algo más tempranas, podrían coevolucionar con una dependencia a largo plazo de los proveedores masculinos monógamos que preferían las mujeres fértiles. Esta crítica sostiene que cuanto mayor sea el tiempo que el niño necesita la inversión de los padres en relación con la vida útil de la especie, mayor será el porcentaje de niños nacidos que todavía necesitarían atención parental cuando la hembra ya no era fértil o se redujo drásticamente en su fertilidad. Estos críticos argumentan que a menos que se anulara la preferencia masculina por las hembras fértiles y la capacidad de cambiar a una nueva hembra, cualquier necesidad de un proveedor masculino habría elegido contra la menopausia para usar su fertilidad para mantener al proveedor masculino atraído por ella, y que la teoría de Los padres monógamos que proveen a sus familias, por lo tanto, no pueden explicar por qué la menopausia evolucionó en los humanos.
Una crítica a la noción de una compensación entre el esfuerzo de apareamiento y el esfuerzo de crianza es que en una especie en la que es común dedicar mucho esfuerzo a algo distinto al apareamiento, incluyendo pero no exclusivo a la crianza, hay menos energía y tiempo disponible. también para los competidores, lo que significa que las reducciones en toda la especie en el esfuerzo realizado en el apareamiento no reducen la capacidad de un individuo para atraer a otros compañeros. Estos críticos también critican la dicotomía entre el esfuerzo de crianza y el esfuerzo de apareamiento por perder la existencia de otros esfuerzos que toman tiempo de apareamiento, como el esfuerzo de supervivencia que tendría los mismos efectos en toda la especie.
También hay críticas sobre el tamaño y las compensaciones de órganos, incluida la crítica de la afirmación de una compensación entre el tamaño corporal y la longevidad que cita la observación de vidas más largas en especies más grandes, así como la crítica de la afirmación de que los grandes cerebros promovían la socialidad. citando estudios de primates en los cuales los monos con grandes porciones de su cerebro extirpados quirúrgicamente siguieron funcionando socialmente aunque su resolución técnica de problemas empeoró en flexibilidad, simulaciones por computadora de la interacción social con chimpancés que muestran que no requiere cognición compleja, y casos de humanos socialmente funcionales con tamaños cerebrales microcefálicos.

## Otras lecturas
- Fabian, D. & Flatt, T. (2012) Evolución de la historia de la vida. Conocimiento de la educación de la naturaleza 3 (10): 24
- (revisado por pares) Nature Education Knowledge Entry sobre Semelparity
- Ellis, BJ (2004). Momento de la maduración puberal en las niñas: un enfoque de historia de vida integrado. Boletín psicológico. 130: 920-58.
- Kaplan, H., K. Hill, J. Lancaster y AM Hurtado. (2000). La evolución de la inteligencia y la historia de la vida humana . Antropología evolutiva, 9 (4): 156-184. .
- Quinlan, RJ (2007). El esfuerzo humano de los padres y el riesgo ambiental. Actas de la Royal Society B: Biological Sciences, 274 (1606): 121-125.
- Vigil, JM, Geary, DC, y Byrd-Craven, J. (2005). Una evaluación de la historia de vida del abuso sexual en la primera infancia en las mujeres. Psicología del desarrollo, 41, 553-561.
- Walker, R., Gurven, M., Hill, K., Migliano, A., Chagnon, N., Djurovic, G., Hames, R., Hurtado, AM, Kaplan, H., Oliver, W., de Souza, R., Valeggia, C., Yamauchi, T. (2006). Tasas de crecimiento, marcadores de desarrollo e historias de vida en 21 sociedades de pequeña escala . Revista Americana de Biología Humana 18: 295-311.
- Derek A. Roff (2007). Aportaciones de la genómica a la teoría de la historia de la vida . Nature Reviews Genetics 8, 116-125.
- Freeman, Scott y Herron, Jon C. 2007. Análisis evolutivo 4ª edición: envejecimiento y otras características de la historia de vida. 485-86, 514, 516.
- Kaplan, HS, y AJ Robson, 2002. La aparición de los humanos: la coevolución de la inteligencia y la longevidad con las transferencias intergeneracionales. PNAS 99 : 10221-10226.
- Kaplan, HS, Lancaster, JB, y Robson, 2003. El capital incorporado y la economía evolutiva de la vida humana. En: Vida útil: Perspectivas evolutivas, ecológicas y demográficas, JR Carey y S. Tuljapakur (eds. ) Population and Development Review 29, Suplemento 2003, Pp.   152-182.

- Datos: Q1139127